# Стшегановиці
Стшегановиці (пол. Strzeganowice, нім. Paschwitz) — село в Польщі, у гміні Конти-Вроцлавські Вроцлавського повіту Нижньосілезького воєводства.
Населення — 261 особа (2011).
У 1975-1998 роках село належало до Вроцлавського воєводства.

## Демографія
Демографічна структура станом на 31 березня 2011 року:
|          | Загалом | Допрацездатний вік | Працездатний вік | Постпрацездатний вік |
| -------- | ------- | ------------------ | ---------------- | -------------------- |
| Чоловіки | 128     | 23                 | 88               | 17                   |
| Жінки    | 133     | 30                 | 75               | 28                   |
| Разом    | 261     | 53                 | 163              | 45                   |